# Bagodares castra
Bagodares castra là một loài bướm đêm trong họ Geometridae.